# Сок-Рапидс (город, Миннесота)
Сок-Рапидс (англ. Sauk Rapids) — город в округе Бентон, штат Миннесота, США. На площади 12,5 км² (11,8 км² — суша, 0,6 км² — вода), согласно переписи 2002 года, проживают 10 213 человек. Плотность населения составляет 862,6 чел./км².
- Телефонный код города — 320
- Почтовый индекс — 56379
- FIPS-код города — 27-58684[1]
- GNIS-идентификатор — 0651235[2]